# الاستفتاء الرئاسي السوري 1999
الاستفتاء الرئاسي السوري 1999 أو الانتخابات الرئاسية في سورية 1999 والتي تمت في 10 شباط 1999، هي خامس انتخابات رئاسية في ظل الجمهورية الثانية بعد استلام حزب البعث للسلطة في البلاد، وخامس انتخابات تسفر عن فوز حافظ الأسد بالرئاسة، وقد شارك بها وفق الإحصاءات الرسمية 98.5% من الشعب.

## النتائج
| الاختيار    | الأصوات   | %   |
| ----------- | --------- | --- |
| حافظ الأسد  | 8,960,011 | 100 |
| غير موافق   | 219       | 0   |
| أصوات باطلة | 917       | –   |
| المجموع     | 8,961,147 | 100 |